# Lisse
För andra betydelser, se Lisse (olika betydelser).

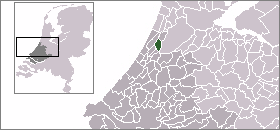
position i Zuid-Holland

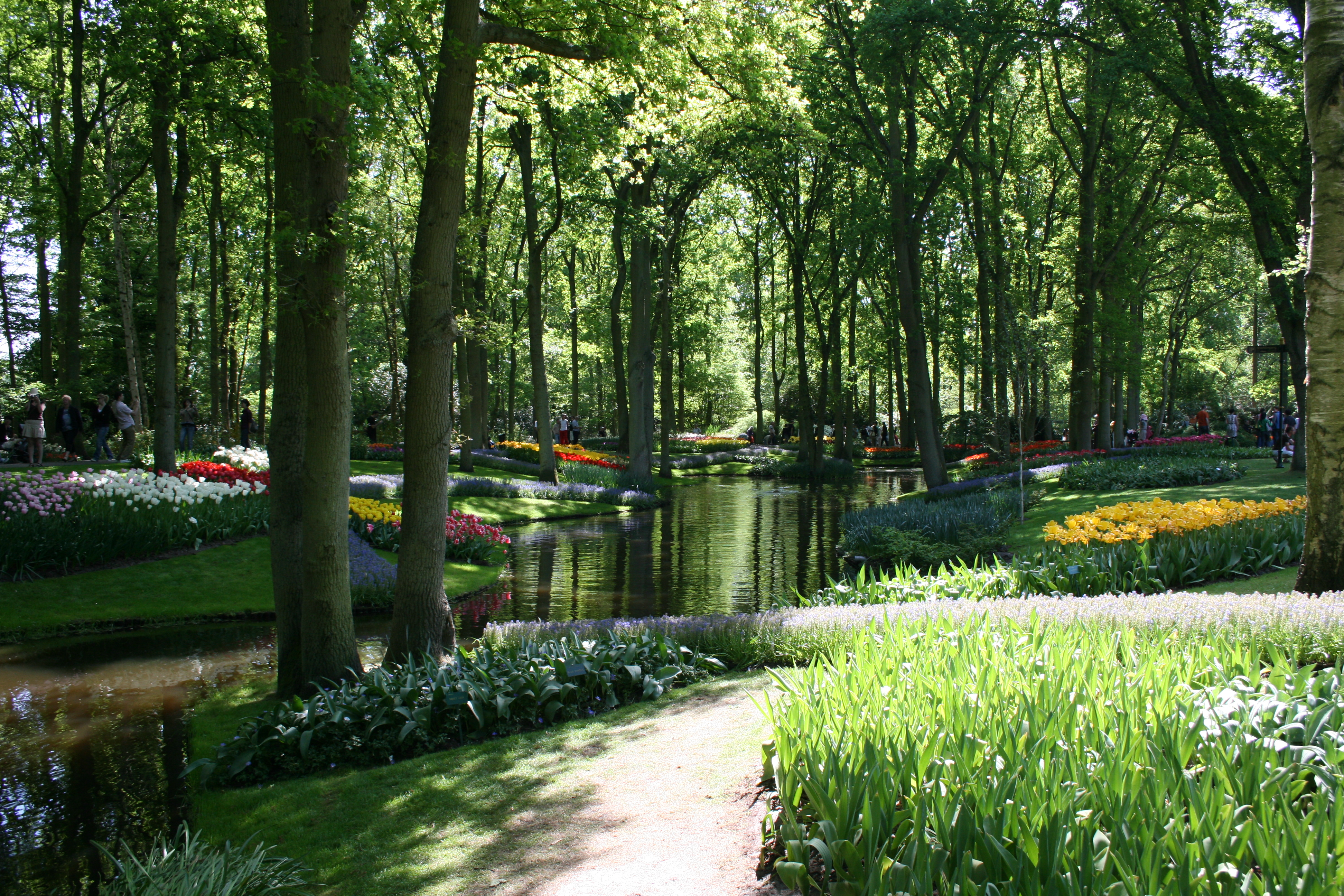
Parken Keukenhof utanför orten Lisse

Lisse är en kommun i provinsen Zuid-Holland i Nederländerna. Kommunens totala area är 16,11 km² (där 0,41 km² är vatten) och invånarantalet är på 22 061 invånare (2004).